# NGC 7514
NGC 7514 este o galaxie situată în constelația Pegas. A fost descoperită în 21 septembrie 1876 de către Édouard Stephan⁠(d).